# Моисеевка (Мозырский район)
Моисеевка (бел. Маісе́еўка) — агрогородок в Слободском сельсовете Мозырского района Гомельской области Республики Беларусь.
Рядом находится месторождение торфа.

## География

### Расположение
В 19 км на запад от Мозыря, 13 км от железнодорожной станции Козенки (на линии Калинковичи — Овруч), 152 км от Гомеля.

### Гидрография
Неподалёку небольшой водоём.

## Транспортная сеть
Транспортные связи по просёлочной, затем автодороге Мозырь — Лельчицы. Планировка состоит из 2 параллельных между собой улиц меридиональной ориентации, к которым с северо-востока присоединяется короткая улица. Застройка двусторонняя, деревянная, усадебного типа. На севере в 1990-е годы кирпичными домами застроена новая улица для переселенцев из загрязнённых радиацией мест.

## История

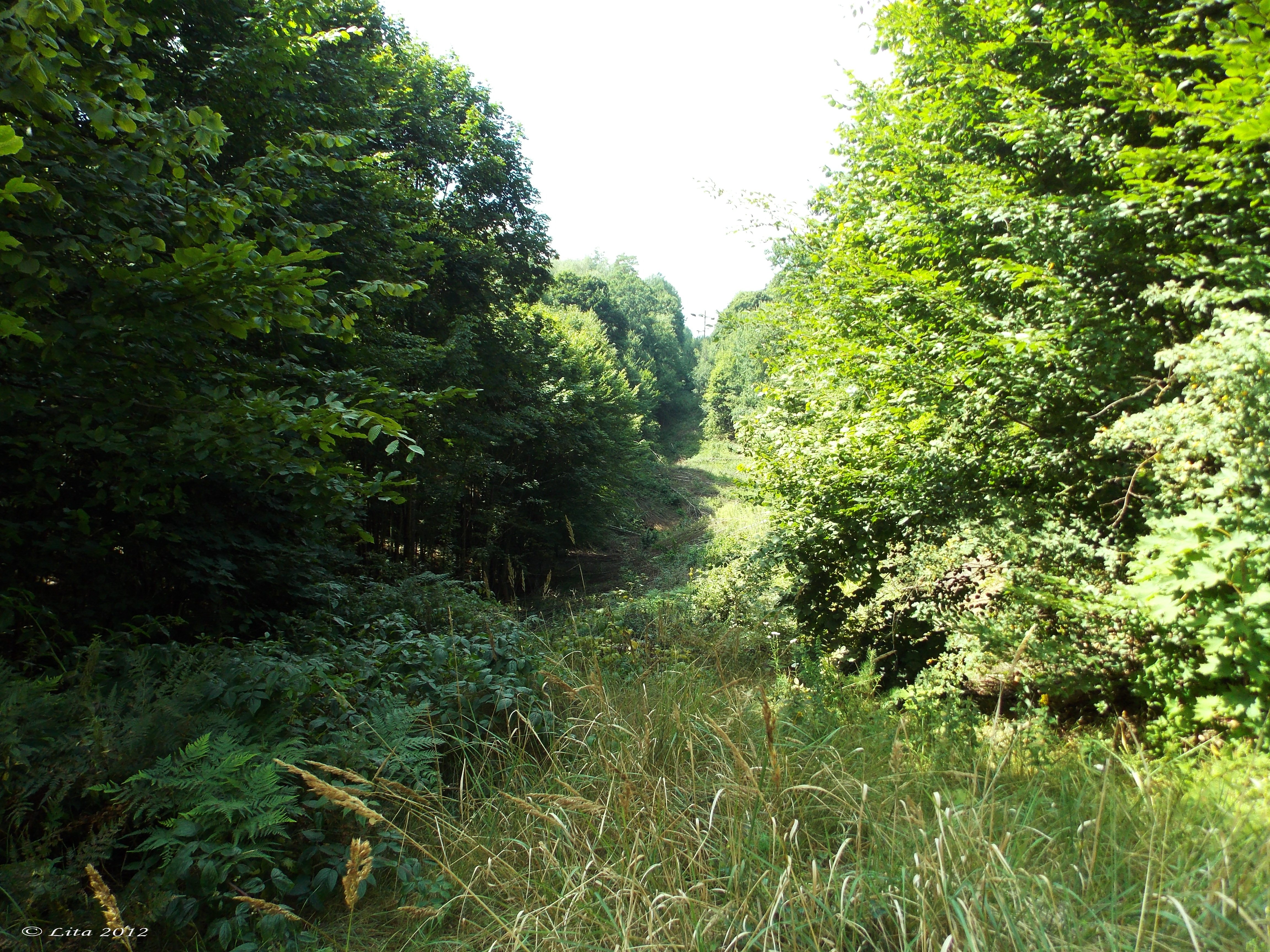
Городище

Обнаруженное археологами городище милоградской культуры и эпохи Киевской Руси (в 2 км на запад от деревни) свидетельствует о заселении этих мест с давних времён. В родословной роде Каминских, которая хранится в Государственном архиве Житомирской области Украины (ф. 146, оп. 1, дело 2701, л. 17) указано, Александр Каминский выкупил у помещика Ленкевича деревню Моисеевку в 1681 году. Затем ею владел Андрей Александров сын, затем Казимир и Иосиф Каминские, унаследовав от отца своего Андрея, продали деревню Моисеевку помещику Ленкевичу. О чём свидетельствует Крепостная сделка «….1773 года февраля 5 дня, в Актах уездных Мозырских совершена». По письменным источникам известна с начала XIX векаОбозначена на карте Минской губернии того времени. В 1847 году в составе поместья Прудок, владение Ленкевичей. Согласно переписи действовали 1897 года часовня, постоялый двор. Кроме земледелия 15 жителей занимались бондарным промыслом. В 1908 году в Слобода-Скрыгаловской волости Мозырского уезда Минской губернии. В 1917 году в Слободской волости.
В 1930 году жители вступили в колхоз. Во время Великой Отечественной войны в августе 1943 года оккупанты полностью сожгли деревню и убили 62 жителей. 53 жителя погибли на фронте. Согласно переписи 1959 года в составе колхоза имени В. И. Ленина (центр — деревня Слобода). Работали лесничество, швейная мастерская, 9-летняя школа, Дом культуры, библиотека, детский сад, отделение связи, магазин.
В 2011 году деревня Моисеевка преобразована в агрогородок.

## Население

### Численность
- 2004 год — 102 хозяйства, 210 жителей.

### Динамика
- 1834 год — 23 двора, 151 житель.
- 1869 год — 167 жителей.
- 1897 год — 55 дворов, 383 жителя (согласно переписи).
- 1908 год — 64 двора, 454 жителя.
- 1917 год — 554 жителя.
- 1924 год — 103 двора.
- 1940 год — 109 дворов.
- 1959 год — 700 жителей (согласно переписи).
- 2004 год — 102 хозяйства, 210 жителей.

## Достопримечательность
- Городище периода раннего железного века и средневековья, I тысячелетие до н.э. – I тысячелетие н.э., X–XIII вв., 2 км на запад от агрогородка, в урочище Окопы (Буклевка, Городинка), на высоком мысе, в лесу —  Историко-культурная ценность Республики Беларусь, шифр 313В000527.

## Известные лица
- Колос, Андрей Данилович — советский белорусский журналист, в 1972—1984 — главный редактор «Сельской газеты», заслуженный деятель культуры БССР.